# Anthony Andrews
Anthony Corin Gerald Andrews (Londra, 12 gennaio 1948) è un attore britannico.

## Biografia
Sposato con l'attrice Georgina Simpson, ha tre figli: Joshua, Jessica e Amy-Samantha. Ha iniziato a recitare nel 1968, facendo varie apparizioni sia sul grande schermo che in televisione. Tra i film, ha recitato in Il discorso del re (2010), nel ruolo del politico britannico Stanley Baldwin.

## Filmografia parziale

### Cinema
- Ma il tuo funziona... o no? (Percy's Progress), regia di Ralph Thomas (1974)
- E l'alba si macchiò di rosso (Operation: Daybreak), regia di Lewis Gilbert (1975)
- Pubertà (Las adolescentes), regia di Pedro Masó (1975)
- Sotto il vulcano (Under the Volcano), regia di John Huston (1984)
- Il ritorno delle aquile (The Holcroft Covenant), regia di John Frankenheimer (1985)
- La seconda vittoria (The Second Victory), regia di Gerald Thomas (1987)
- Fantasmi (Haunted), regia di Lewis Gilbert (1995)
- Il discorso del re (The King's Speech), regia di Tom Hooper (2010)
- Il professore e il pazzo (The Professor and the Madman), regia di Farhad Safinia (2019)

### Televisione
- Romeo & Juliet, regia di Alvin Rakoff - film TV (1978)
- Ritorno a Brideshead (Brideshead Revisited) - serie TV (1981)
- The Scarlet Pimpernel (serie TV)
- Ivanhoe, regia di Douglas Camfield - film TV (1982)
- Cianuro a colazione (Sparkling Cyanide), regia di Robert Michael Lewis - film TV (1983)
- A.D. - Anno Domini (A.D.) - miniserie TV (1985)
- Colombo (Columbo) - serie TV, episodio 8x01 (1989)
- Jewels, regia di Roger Young - film TV (1992)
- Cambridge Spies, regia di Tim Fywell – miniserie TV (2003)
- Giardini e misteri (Rosemary and Thyme) - serie TV, episodio 2x05 (2004)
- Miss Marple (Agatha Christie's Marple) – serie TV, episodio 2x03 (2006)
- The English Game - miniserie Tv, 6 episodi (2020)

## Doppiatori italiani
- Massimo Ranieri in Romeo & Juliet
- Sergio Di Stefano in Sotto il vulcano
- Roberto Chevalier in Il ritorno delle aquile
- Dario Penne in Il discorso del re
- Luca Biagini in Il professore e il pazzo